# Dresslerella caesariata
Dresslerella caesariata är en orkidéart som beskrevs av Carlyle August Luer. Dresslerella caesariata ingår i släktet Dresslerella och familjen orkidéer. Inga underarter finns listade i Catalogue of Life.